# Stoney Creek
Pour les articles homonymes, voir Stoney.
Stoney Creek est, depuis 2001, un arrondissement de la ville de Hamilton, en Ontario, au Canada.